# Карл Фрідріх Бенц
Карл Фрі́дріх Бенц (нім. Karl Friedrich Michael Benz; 25 листопада 1844, Мюльбург — 4 квітня 1929, Ладенбург) — німецький винахідник, автоінженер і промисловець, один із піонерів автомобільного виробництва.

## Біографія
Народився 25 листопада 1844 року в місті Мюльбурзі (нині район міста Карлсруе, земля Баден-Вюртемберг, Німеччина) у сім'ї машиніста локомотива Йоганна Георга Бенца. У дворічному віці втратив батька, який помер від застуди. Після закінчення початкової школи в Карлсруе 1853 року вступив у технічний ліцей. Протягом 1860—1864 років навчався на факультеті технічної механіки Політехнічної школи Карлсруе, де вивчав машинобудування у Фердинанда Редтенбахера, а після його смерті з 1863 року був учнем Франца Ґрасгофа.
Після закінчення навчання був прийнятий учнем на паротягобудівний завод у Карлсруе, роботу на якому залишив у 1866 році. Наступні два роки працював креслярем на заводі у Мангаймі та ще три роки на металургійному і машинобудівному заводах братів Бенкізер у Пфорцгаймі, де зустрів майбутню свою дружину, дочку власника будівельної компанії, 20-річну Берту Рінгер.

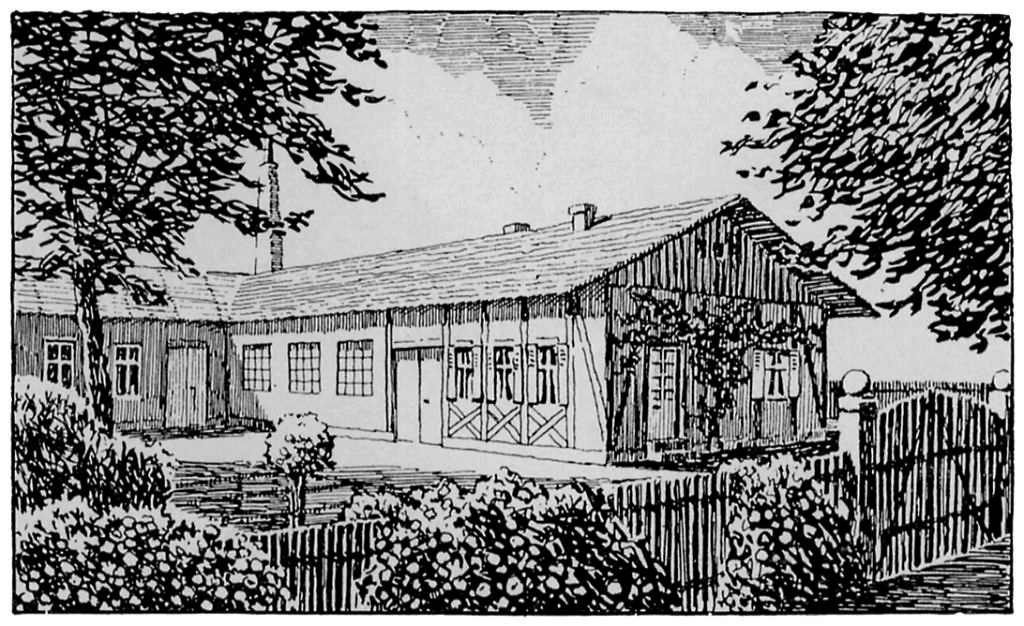
Майстерня у Мангаймі.

1871 року, спільно з Августом Ріттером, організував механічну майстерню в Мангаймі. Незабаром викупив частку компаньйона на гроші, отримані в борг від батька нареченої. У своїй майстерні розпочав створення нових двигунів внутрішнього згоряння. 31 грудня 1878 року отримав патент на двотактний бензиновий двигун. Незабаром запатентував усі важливі вузли та системи майбутнього автомобіля: акселератор, систему запалювання, що працює від батареї, свічку запалювання, карбюратор, зчеплення, коробку передач і водяний радіатор охолодження.
Навесні 1881 року уклав договір про співпрацю з комерсантом О. Шмуком і вже на початку наступного року, завдяки значному розширенню виробництва, у касі підприємства було 30 тисяч марок. У жовтні 1882 року організував акціонерне підприємство «Gasmotoren Fabrik Mannheim», проте на початку 1883 року лишив його через постійні непорозуміння із компаньйонами. Того ж року на основі велосипедної майстерні організував компанію «Benz & Company Rheinische Gasmotoren-Fabrik», відому також як «Benz & Cie». Компанія почала виробляти й продавати бензинові двигуни. Тут же сконструював свій перший автомобіль.
У автомобіля були три металеві колеса. Він приводився в рух чотиритактним бензиновим двигуном, розміщеним між двох задніх коліс. Обертання передавалося за допомогою ланцюгової передачі на задню вісь. Автомобіль був закінчений 1885 року й отримав назву «Motorwagen». Він був запатентований у січні 1886 року, пройшов випробування на дорогах того ж року, а 1887 року був представлений на Паризькій виставці. 1888 року почався продаж автомобілів. Незабаром було відкрито філію в Парижі, де вони розкуповувалися краще.

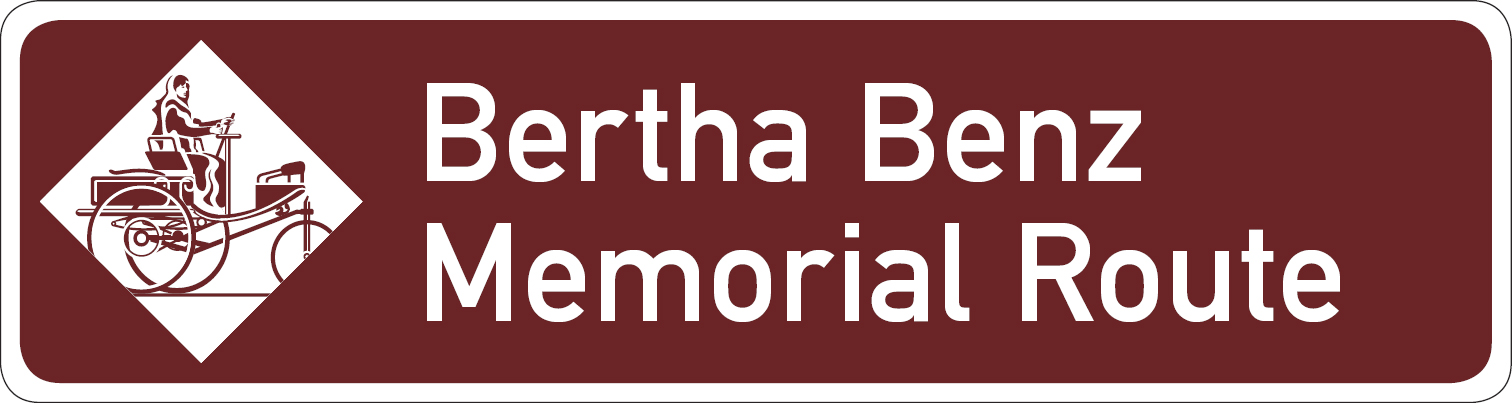
Офіційний знак Пам'ятного маршруту Берти Бенц.

5 серпня 1888 року Берта Бенц взяла без відома чоловіка автомобіль і здійснила на ньому поїздку з дітьми з Мангайма у Пфорцгайм, аби відвідати свою матір. За день автомобілісти подолали загалом 106 км. По дорозі вони кілька разів купували бензин в аптеках (він продавався там як засіб для чищення) і лагодили гальмо й приводні паси у лимаря. Кілька разів довелося долати підйоми, штовхаючи автомобіль у гору.
Протягом 1886–1893 років було продано близько 25 автомобілів типу «Motorwagen». 1893 року був створений дешевший двомісний автомобіль «Victoria» з двигуном потужністю 3 к. с. на чотирьох колесах. Його швидкість становила 17–20 км/год. За перший рік було продано 45 автомобілів цього типу. 1894 року почав випускатися автомобіль моделі «Velo». Автомобіль «Velo» брав участь у перших автомобільних перегонах Париж — Руан. 1895 року була створена перша вантажівка, а також перші в історії автобуси.
1889 року представник Бенца у Франції представив його автомобіль на автомобільній виставці в Парижі. Водночас там демонструвалися автомобілі німецької компанії «Daimler» («Даймлер»). Виставка не принесла успішних продажів. Так було до 1890 року, поки деякі німецькі фірми не зацікавилися виробництвом автомобіля Бенца. Була заснована нова фірма, яка виробляла виключно автомобіль Бенца. У наступний період Бенц безперервно працював над своїм новим проєктом, включаючи тестові пробіги автомобілів. 1897 року він розробив двоциліндровий двигун з горизонтальним розташуванням, відомий як «контра-двигун». Фірма «Benz» незабаром домоглася визнання і високої популярності серед покупців завдяки високим спортивним результатам, встановленим її автомобілями. Нарешті після багатьох років невдач для Карла Бенца настав вдаліший етап.
1906 року подружжя Бенців і їхній син Євген оселилися в Ладенбурзі. 
28 червня 1926 компанія Карла Бенца «Benz & Cie» і DMG Готтліба Даймлера об'єдналися, утворивши компанію «Daimler-Benz», перейменувавши всі свої автомобілі в «Mercedes Benz» на честь найкращої моделі DMG 35-сильної «Mercedes» 1902 року випуску і на честь Карла Бенца. Автомобіль «Mercedes» отримав свою назву на честь Мерседес Єллінек (Mercedes Jellinek), дочки одного з партнерів Даймлера Еміля Єллінека (Emil Jellinek), що встановив специфікації нового автомобіля. Логотипом нової фірми стає тристрижнева зірка Даймлера («Мотори для землі, повітря і води»), оточена лавровою гілочкою з емблеми Бенца.
Помер Карл Бенц від запалення легенів 4 квітня 1929 року в Ладенбурзі, де і похований. У його будинку діє музей.

## Галерея

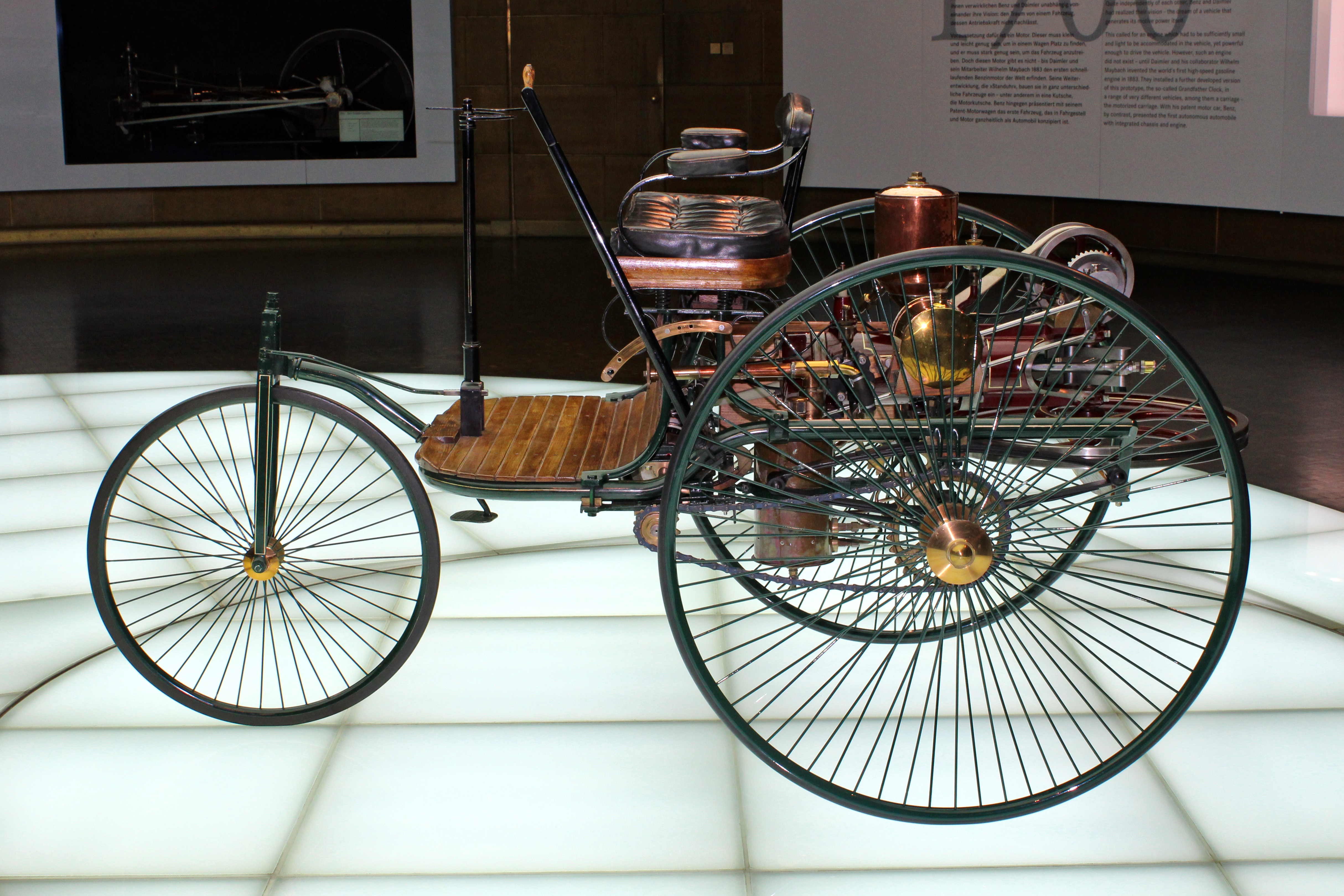
Копія моделі «Motorwagen» 1885 року
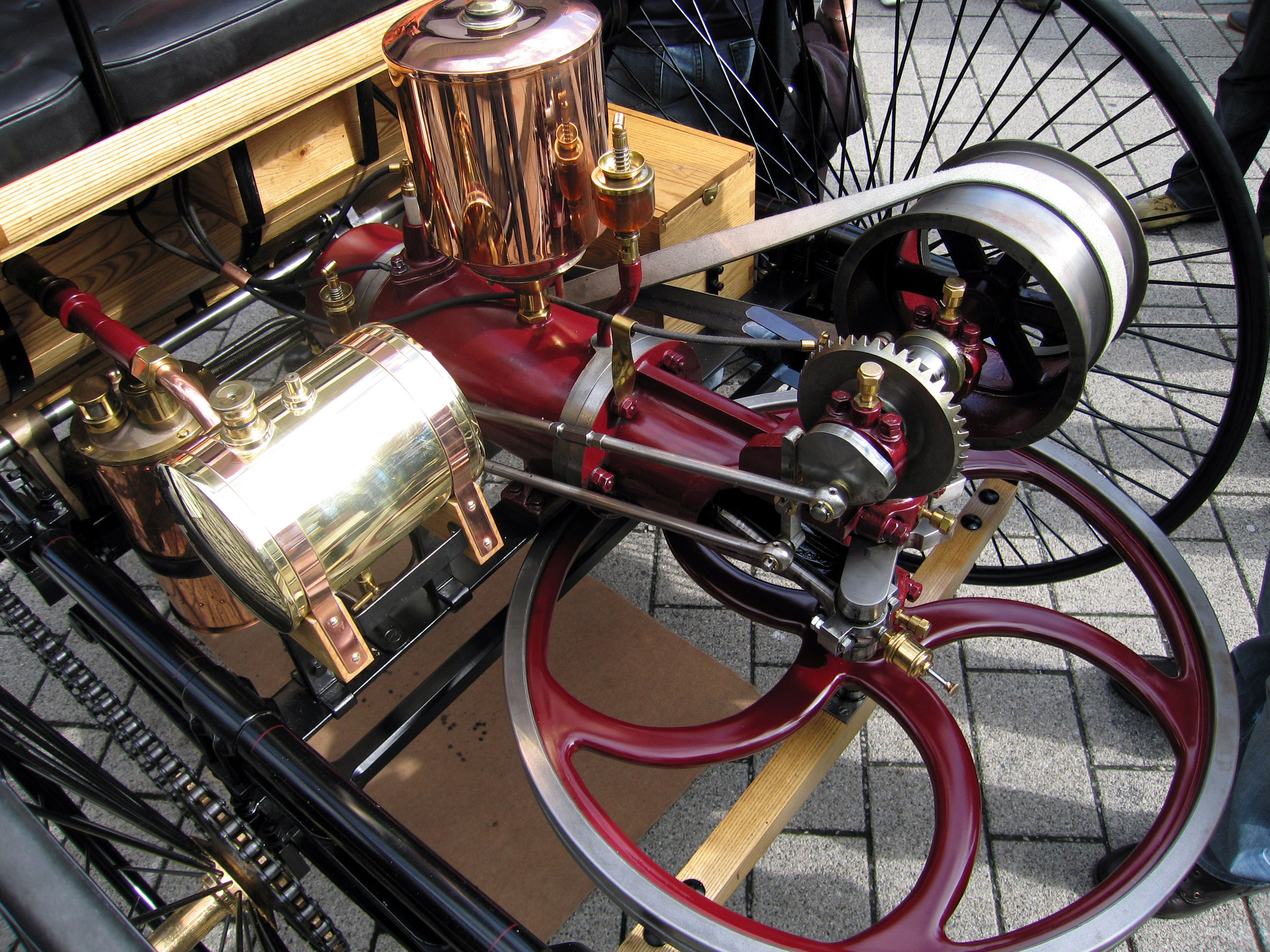
Мотор моделі «Motorwagen»
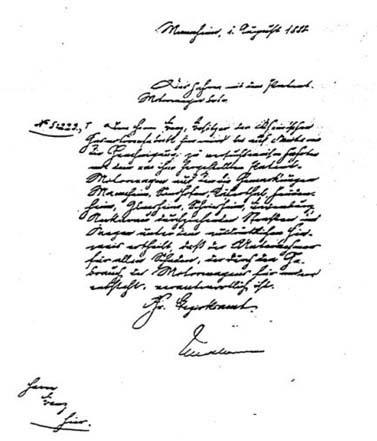
Перші в історії водійські права, видані Карлу Бенцу 1 серпня 1888 року
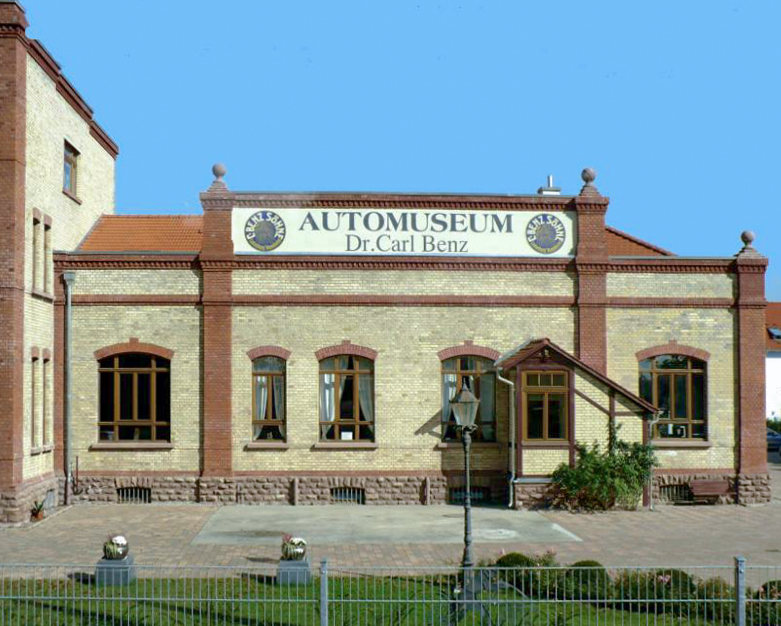
Автомузей Бенца в Ладенбурзі
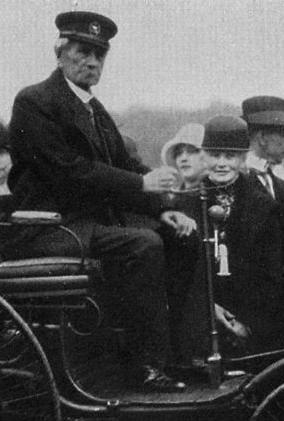
Карл і Берта Бенц
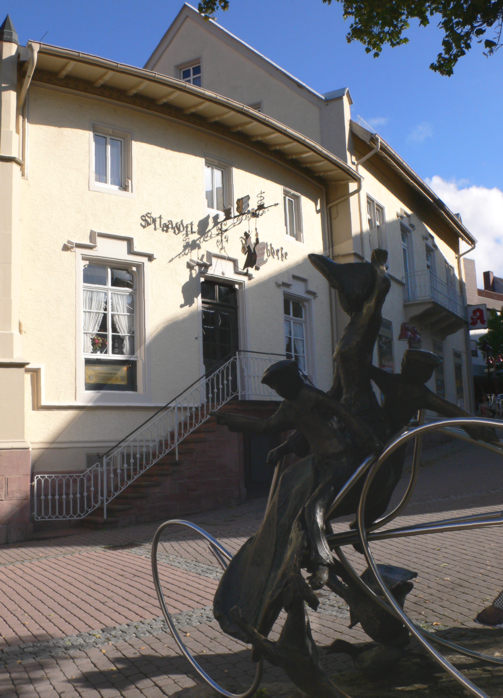
Перша в історії автозаправка — аптека у місті Віслох